# Sofia Andersson
Sofia Andersson, född 10 februari 2000 i Norsjö i Västerbotten, är en svensk volleybollspelare (passare) i elitserien i volleyboll för damer och landslaget. Andersson har Norsjö Volley som moderklubb. Hon spelar (2021) för Örebro Volley och togs 2021 ut till truppen till EM-slutspelet. 

## Biografi
Sofia är född och uppvuxen i Norsjö. Mamma Åsa och pappa Patrik är ledare och tränare i klubben och storasystrarna Petra och Rebecka har spelat i elitserien. Hon är 182 cm lång.

## Meriter
- 2015 All Star Team, U17-SM
- 2015 All Star Team, U19-SM
- 2015 All Star Team, Junior-SM[19]
- 2016 Matchens lirare i finalen, Ungdomens Grand Prix 2016 (vinnare Norsjö VBK)[20]
- 2020 Årets rookie, Elitserien[21]

## Karriär
- Norsjö Volley:s A-laget 2014-2018
- RIG Falköping 2015-2018
- Örebro volley 2019-
- Landslaget i Volleyboll 2021-